# سیلوستامید
سیلوستامید (انگلیسی: Cilostamide) یک مهارکننده فسفودی‌استراز ۳ است.